# Еміль фон Зюдов
Еміль фон Зюдов (нім. Emil von Sydow; 1812–1873) — німецький географ і картограф. Першим запропонував на фізичних картах розрізняти рельєф за допомогою кольору.

## Біографія
Народився 1812 року у Фрайберзі, Саксонія. До 1843 року працював викладачем географії у військовій академії в Ерфурті, після чого призначений членом Об'єднаної мілітарної комісії в Берліні. У 1849 році почав викладати географію князю Альбрехту Пруському (1837—1906). Згодом читав лекції з військової географії у Allgemeinen Kriegsschule. З 1855 по 1860 роки працював картографом в Готі, потім повернувся до Берліна, де у 1867 році був призначений головним картографом Генерального штабу Пруссії. У 1870 році він отримав чин полковника, а через три роки помер у Берліні від холери.

## Внесок
Зюдов вважається засновником методичної школи картографії, створив серію настінних карт для навчання. У 1838 році він створив фізичну карту Азії у своєму «Schulmethodischer Wand Atlas» (Шкільний методичний настінний атлас). Згодом створив карти інших континентів. На цих картах Зюдов, вперше в історії, запропонував розрізняти рельєф кольором, де зеленим зображувалися низовини, жовтим височини, а коричневий використовуються для високогір'я.
Після смерті Зюдова, Герман Вагнер (1840—1929), професор географії Геттінгенського університету, розробив «Методичний шкільний атлас Зюдова-Вагнера» з 60 основними і 50 вставними картами.